# Émile Wiriot
Étienne-Émile Wiriot (1849-1935), ingénieur E.C.P., est un industriel parisien qui a dirigé une fabrique de poterie dans le 14e arrondissement de Paris jusqu'à 1918.
Très intéressé par la rue Saint-Jacques et les arrondissements qu'elle traverse, il en a écrit l'histoire dans un volume très documenté paru en 1929.

## Biographie
Son père Charles Wiriot (Pont-à-Mousson 1816, Montrouge 1857), lorrain d'origine, ayant fait la campagne d'Algérie, y découvrit les techniques de poterie des algériens. Rentré en France et ayant été formé chez Follet, rue des Bourguignons, il installa au Petit-Montrouge, au coin du boulevard Saint-Jacques et de l'actuelle rue Dareau, une fabrique de vases de jardins, des suspensions pour l'ornementation des tonnelles, pots et accessoires pour l'horticulture. Enfin, il s'est marié en 1848 avec Laure-Constance Revil.
Leur fils Émile, né au Petit-Montrouge (commune de Montrouge) le 21 septembre 1849, fut baptisé paroisse Saint-Pierre de Montrouge dont la première église venait à peine d'être achevée (1847). Il fut élevé dans cette partie de Montrouge devenu quartier du Petit-Montrouge par annexion à Paris en 1860. De 1855 à 1861, il fréquenta l'école commerciale Leroy, 12 impasse Longue-Avoine, puis fut mis en pension à Auteuil jusqu'en 1866. Il a été élève de l'École centrale, promotion 1872, qui était située à l'hôtel Salé, 5 rue de Thorigny. De sa chambre d'étudiant rue Humboldt, il fut témoin des combats de la Commune autour du boulevard Saint-Jacques.
Après la mort de son père, sa gestion de la fabrique de poteries pour l'horticulture et le bâtiment fut efficace : Médailles d'or et d'argent à l'Exposition universelle de 1878, Médaille d'argent à l'Exposition universelle de 1889, Douze Médailles d'argent ou de vermeil aux Expositions d'horticulture.
Le 2 mai 1874 Émile Wiriot épousait Laure Dubois (Paris 1855-Bourg-la-Reine 1933) d'une famille picarde, dont les parents tenaient à Paris un magasin d'articles importés de Chine. Le couple aura douze enfants entre 1875 et 1896. Émile Wiriot a de nombreuses occupations extra-professionnelles : il est un membre actif de la Société d'Horticulture, membre du Comité archéologique La Montagne Sainte-Geneviève, il sollicite des améliorations des transports municipaux auprès d'Adolphe Alphand, alors directeur des travaux de Paris, il est un paroissien fidèle de Saint-Pierre de Montrouge. La plupart de ses enfants fréquenteront des écoles ou collèges catholiques. Dans toutes ces activités, Émile Wiriot se fait des relations avec les habitants du quartier Saint-Jacques ou du petit Montrouge dont il profitera pour écrire son ouvrage.
Dès avant la Grande Guerre, Émile Wiriot avait établi son fils Charles (Paris 1881-Aubérive 1915) pour diriger la poterie, mais celui-ci va être tué sur le front en 1915, obligeant son père à reprendre la direction pour décider finalement d'arrêter l'exploitation après 1918. Il se retira alors à Bourg-la-Reine, 11 bis, rue de la Madeleine, et c'est là qu'il rédigera son livre sur le quartier Saint-Jacques. Il sera veuf de Laure Dubois en 1933, et mourra lui-même à 85 ans, le 29 avril 1935 à la clinique des Frères de Saint-Jean-de-Dieu, 19, rue Oudinot dans le 7e arrondissement.

## Le Quartier Saint-Jacques

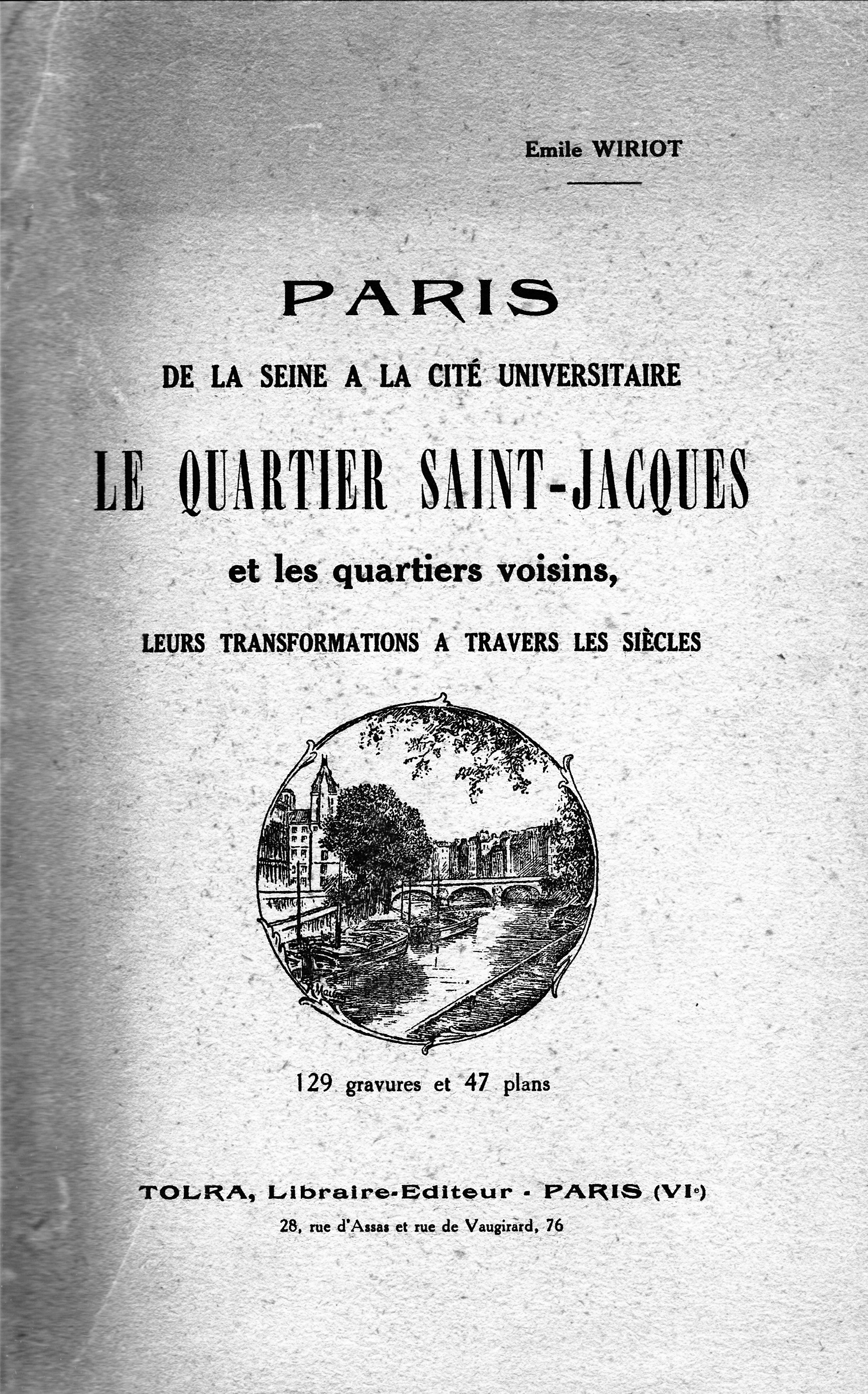
Page de titre du livre de Wiriot.

Le livre auquel il a travaillé toutes ses dernières années n'est pas un livre d'histoire, mais plutôt le témoignage très documenté d'un homme qui est né et qui a vécu dans ce quartier de Paris pendant presque soixante-dix ans. Sur plus de six cents pages, il conduit le lecteur rue par rue et quartier par quartier aux abords des rues Saint-Jacques, du faubourg Saint-Jacques et de la rue de la Tombe-Issoire, depuis le Petit Pont jusqu'aux fortifications. Il réunit des extraits de vingt plans de Paris du XVIe siècle au XXe siècle et 129 illustrations tirées de gravures anciennes de sa collection ou photographies personnelles.
Pour se documenter, il a visité tous les couvents et les écoles de ces quartiers, profitant de ses relations dans le clergé pour ouvrir les clôtures les plus sévèrement gardées.
De nombreux monuments et sites aujourd'hui disparus ou profondément modifiés sont décrits d'après les visites qu'Émile Wiriot a faites avec les Sociétés Historiques comme les Amis de Paris ou la Montagne Sainte-Geneviève. Ainsi il conduit le lecteur dans les églises disparues Saint-Benoît-le-Bétourné ou l'église du Carmel Saint-Jacques, l'église Notre-Dame-des-Champs et sa chapelle souterraine.
La visite conduit aussi à des monuments comme les arènes de Lutèce, l'Institut national des jeunes sourds, le « château » de la Reine Blanche, l'observatoire de Paris, etc. Dans sa quatrième partie, Émile Wiriot décrit l'histoire très détaillée des transports urbains dans le quartier Saint-Jacques, des premiers omnibus à la construction du métro.